# 田沼実
田沼 実（たぬま みのる、1895年8月25日 - 1974年8月）は、日本の都市計画家、土木技術者。東京生まれ。
1921年（大正10年）に東京帝国大学工学部土木工学科卒。
内務省阿賀川改修事務所に勤務した。1924年から内務省復興局技師に転じる。その後東京府をへて1929年(昭和4年)、内務省土木部工務課長。その間に九段坂に共同溝の試作を試みている。1930年に東京府土木道路技師。
1937年、滋賀県土木課長、1939年、茨城県土木課長、1942年、山口県士木部長。
1945年に神奈川県土木部長となり、敗戦後の同県都市計画の作成に取り組む。道路、河川、公園、住宅、港湾などの総合整備を図った。
1951年から1960年までは、神奈川県土地収用委員会委員をつとめた。

## 栄典
- 1930年（昭和5年）12月5日 - 帝都復興記念章[1]